# English Mountain Fire Lookout Tower
L’English Mountain Fire Lookout Tower est une tour de guet du comté de Cocke, dans le Tennessee, aux États-Unis. Construite en 1934 par le Civilian Conservation Corps, elle est inscrite au Registre national des lieux historiques depuis le 20 novembre 2015.